# Türkisch für Anfänger
Türkisch für Anfänger (en español: Turco para principiantes) es una serie de televisión alemana emitida en el canal Das Erste, del grupo de radiodifusión público de Alemania protagonizada por Josefine Preuß y Elyas M'Barek. Se estrenó el 14 de marzo de 2006, y finalizó el 12 de diciembre de 2008 tras tres años en emisión y más de 50 capítulos.

## Sinopsis
Doris Schneider (Anna Stieblich), una psicoterapeuta alemana moderna e independiente, y Metin Öztürk (Adnan Maral), un policía turco, deciden irse a vivir juntos y formar una familia con sus respectivos hijos: Lena y Nils Schneider y Cem y Yağmur Öztürk. La diferencia de culturas y de formas de ver la vida generan diversos conflictos cotidianos que los integrantes de esta nueva familia tendrán que solucionar para poder convivir.

## Reparto

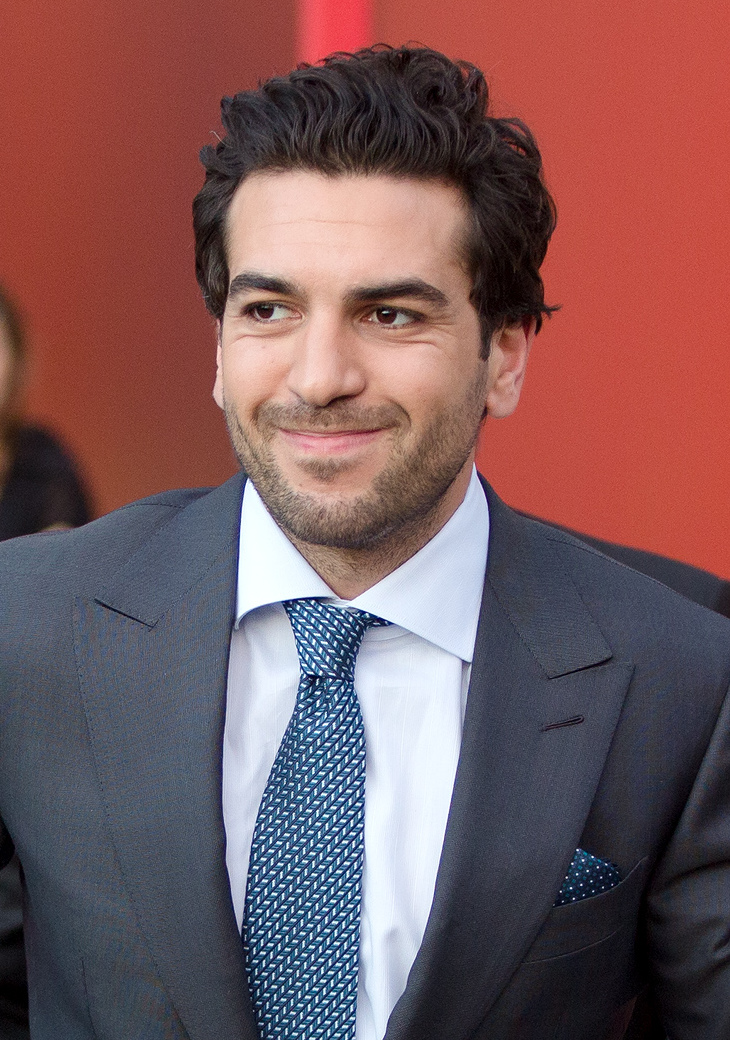
Elyas M'Barek en 2016.

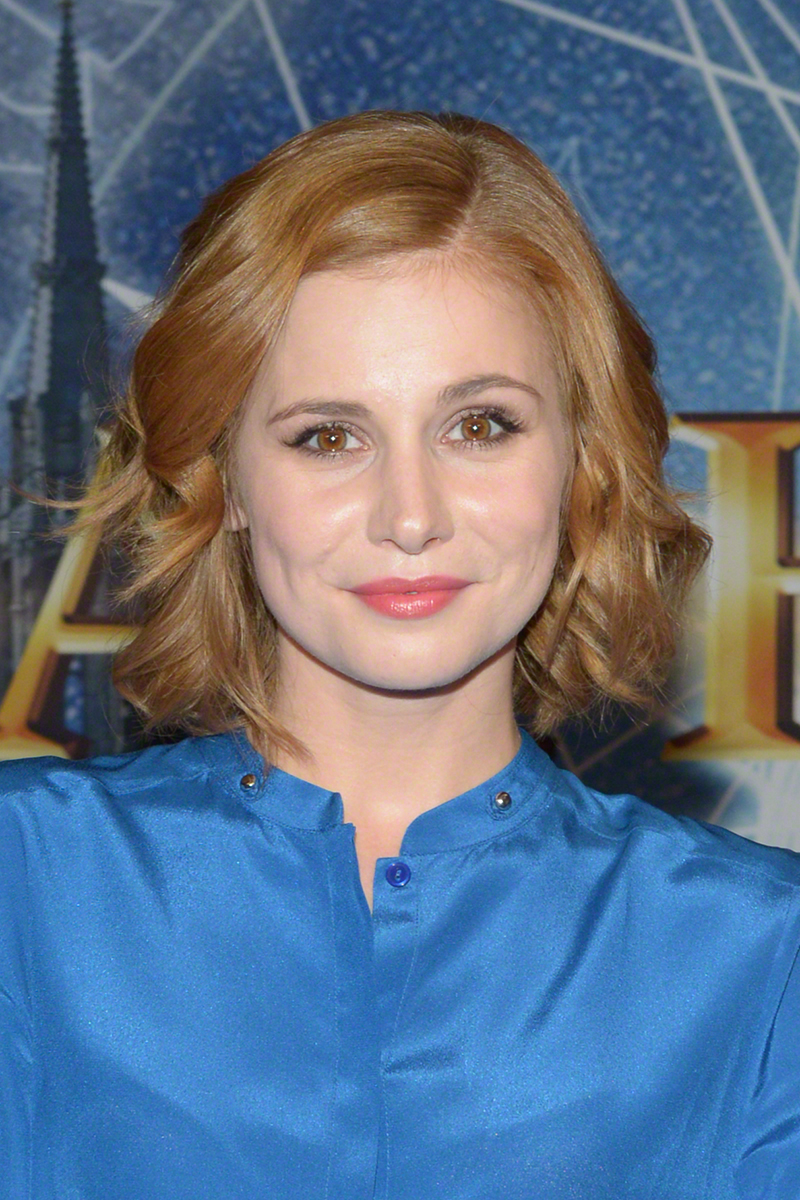
Josefine Preuß en 2014.

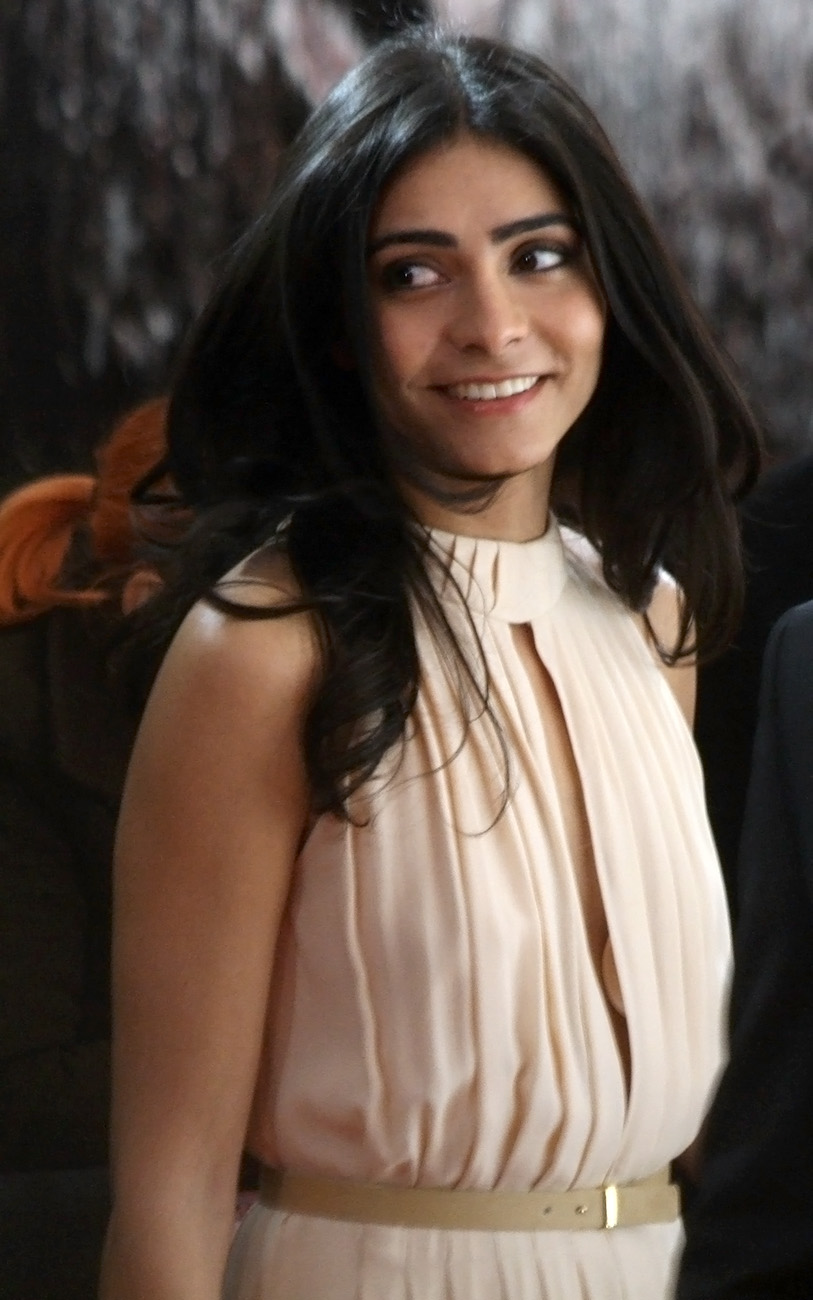
Pegah Ferydoni en 2012.

### Reparto principal
- Josefine Preuß como Lena Schneider.
- Elyas M'Barek como Cem Öztürk.
- Anna Stieblich como Doris Schneider.
- Adnan Maral como Metin Öztürk.
- Pegah Ferydoni como Yağmur Öztürk.
- Emil Reinke como Nils Schneider.

### Reparto secundario
- Arnel Taci como Costa Papavassilou.
- Axel Schreiber como Axel Mende.
- Carl-Heinz Choinsky como Hermann Schneider.
- Katharina Kaali como Diana Schneider.
- Andreas Hofer como Markus Lemke.
- Susanne Kirschnick como Ulla Jamuschke.
- Cristina do Rego como Katharina Kuhn.
- Dung Tien Thi Phuong como Ching.
- Lilay Huser como Ümet Öztürk.
- Julian Sengelmann como Mark Schönfelder.

## Temporadas
| Temporada | Temporada | Episodios | Emisión original        | Emisión original        |
| Temporada | Temporada | Episodios | Primera emisión         | Última emisión          |
| --------- | --------- | --------- | ----------------------- | ----------------------- |
|           | 1         | 12        | 14 de marzo de 2006     | 31 de marzo de 2006     |
|           | 2         | 24        | 27 de marzo de 2007     | 9 de mayo de 2007       |
|           | 3         | 16        | 18 de noviembre de 2008 | 12 de diciembre de 2008 |

### Temporada 1
Doris Schneider y Metin Öztürk deciden irse a vivir juntos con sus respectivos hijos. Lena (Josefine Preuß), la hija mayor de Doris, se resiste a aceptar la nueva situación familiar, y trata de hacerle ver a su madre que las dos familias son demasiado diferentes para poder vivir juntas. La relación con sus nuevos hermanastros se ve dificultada cuando tiene que compartir habitación con Yağmur (Pegah Ferydoni), musulmana practicante con la que no terminará de congeniar. Además tampoco empezará con buen pie con Cem (Elyas M'Barek) y las actitudes machistas de éste.

### Temporada 2
Tras el final de la primera temporada, Axel (Axel Schreiber) se traslada a la casa de los Schneider-Öztürk, hecho que dificulta la relación entre Cem y Lena. Por otro lado, Hermann (Carl-Heinz Choinsky), el padre de Doris, también se instala en la casa tras haberse arruinado. Además, Diana Schneider (Katharina Kaali), hermana de Doris, encuentra un puesto como profesora en el colegio del barrio, y descubre que Nils tiene habilidades psíquicas superiores, por lo que deciden mandarlo a estudiar a un internado de alto rendimiento.
Yağmur empieza a flirtear con un chico a través de Internet, que finalmente resulta ser Costa (Arnel Taci), el mejor amigo de Cem. Metin le propone matrimonio a Doris y, de repente, aparece Markus (Andreas Hofer), el exmarido de Doris y padre de Lena y Nils.

### Temporada 3
La tercera temporada empieza dos años después de la boda de Doris y Metin. Lena se gradúa en el instituto, mientras que Cem revela a la familia que tendrá que repetir curso. La relación intermitente entre los dos termina con Lena embarazada y Cem trabajando como policía para poder mantener a su nueva familia. Yağmur también se gradúa y empieza a trabajar como traductora. Doris tiene una crisis de edad que la hace empezar a usar tratamientos rejuvenecedores.

## Producción
El creador y guionista Bora Dağtekin se inspiró en su propia experiencia para relatar los conflictos culturales en Alemania en el ámbito familiar; pues el procede de un hogar de padre turco y madre alemana. La serie recibió comentarios positivos por parte de la crítica llegando a ganar diversos premios.
En 2012 se estrenó una película basada en la serie con los mismos personajes.

## Premios
- 2006: Ninfa de Oro en el Festival de Televisión de Montecarlo a la Mejor producción europea de comedia.
- 2006: Premio Prix Italia a la Mejor serie.
- 2006: Deutscher Fernsehpreis a la Mejor serie.
- 2007: Premio Civis Media al Mejor programa de entretenimiento.
- 2008: Banff Rockie Award en el Banff World Media Festival a la Mejor serie de televisión.